# Langer Steg (Zürich)
Der Lange Steg war eine 1662 errichtete offene Holzbrücke für Fussgänger, welche in Zürich die Landzunge zwischen der Sihl und der Limmat mit dem Stadtteil rechts des Limmat verband. Auf der Landzunge wurde 1847 der erste Bahnhof Zürichs errichtet. Der Steg wurde nach der Eröffnung der Bahnhofbrücke 1864 abgetragen. 

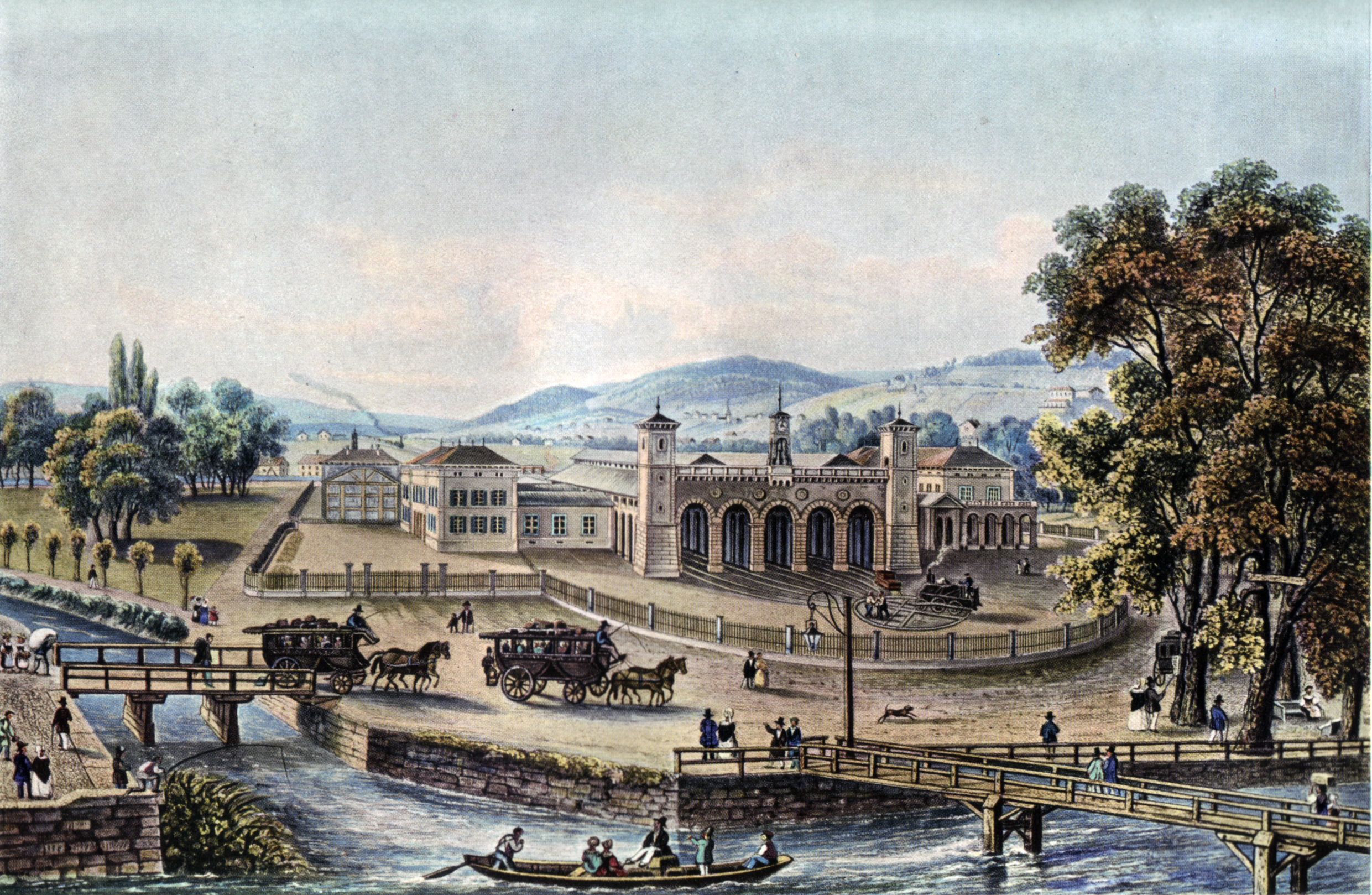
Bahnhof Zürich 1847. Der Lange Steg ist unten rechts im Bild sichtbar